# Ngonis
O povo Ngoni é um grupo étnico que vive nos atuais países da África Austral do Malawi, Moçambique, Tanzânia, Zimbábue e Zâmbia. Os Ngoni são pessoas de língua bantu da África Austral pertencentes ao grupo Nguni, que está presente principalmente no centro do Malawi, através da fronteira em Moçambique e Tanzânia, e também na Zâmbia.

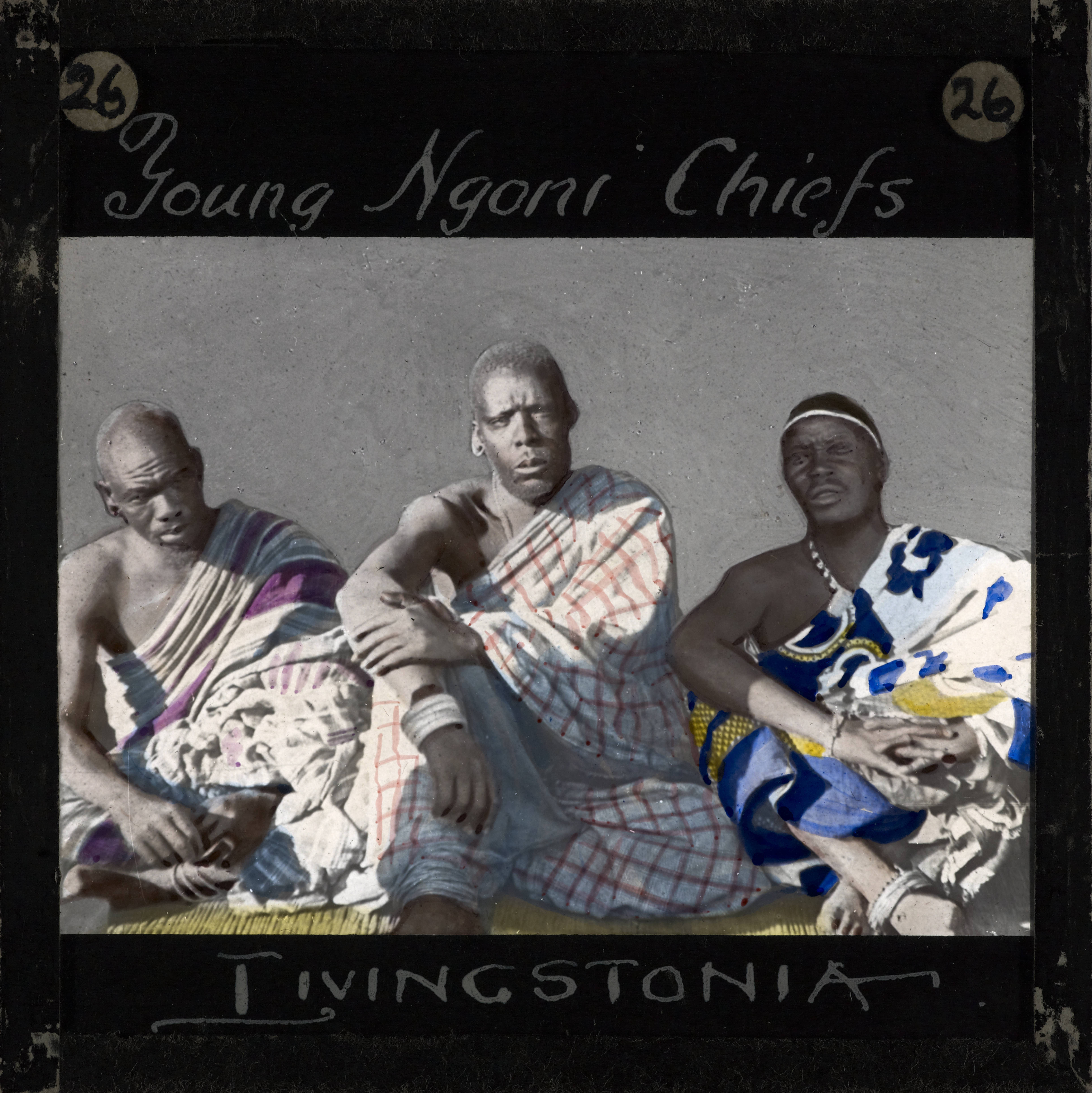
Três jovens chefes Ngoni, Malawi